# 세지마 류조
세지마 류조(일본어: 瀬島 龍三, 1911년 12월 9일 ~ 2007년 9월 4일)는 일본의 군인, 기업가이다. 그는 제2차 세계 대전에 초급 장교로 참전하였으며, 후에 이토추 상사의 회장이 되었다.

## 생애 초기와 태평양 전쟁
도야마현 출신으로 1932년 육군사관학교를 수석으로 졸업하고, 중일 전쟁에 초급장교로 참전하였다. 이후 1938년 육군대학을 수석으로 졸업하고, 1939년 만주의 관동군 참모로 부임하였고, 일본으로 돌아와 태평양 전쟁이 게시되자 일본 육군의 각종 작전을 입안하였다. 1945년 7월 다시 만주로 파견되었으나, 소련군의 대일참전 이후 소련군에게 포로가 되어 시베리아에서 11년간 포로생활을 하였다. 이때 하바로프스크 극동 전범재판에서 증인으로 참석하기도 하였다.

## 전후 경력
1958년 석방되어 일본으로 돌아와 이토추 상사에 입사하여 능력을 발휘, 고속승진을 거듭해, 1978년 회장까지 승진하였다. 이후 아세아 대학의 이사장이 되었고 각종 전몰자 추모단체의 회장을 맡았으며, 2000년 이토추 상사의 회장에서 퇴임하였다. 야마사키 도요코의 소설 《불모지대(不毛地帯)》의 모델이기도 하다.

## 학력
- 일본 육군사관학교 졸업
- 일본 육군대학교 졸업

## 우익 활동
그는 기업가라는 직함을 가지고 전면에 나서지 않고 각종 우익활동의 후원자 노릇을 하였다. 예를 들어 "한국의 식민지화는 당연한 조치"라고 평가했으며, 가미가제 자살공격을 "자발적"이었다고 옹호했다.
그는 만주군 장교였던 박정희가 가장 존경한 인물로 알려져 있으며, 전두환, 노태우도 막후에서 그의 자문을 받은 것으로 알려져 있다(전두환에게는 민심수습책의 일환으로 만국 박람회나 올림픽 유치를, 노태우에게는 재벌과 고위관료가 지원하는 보수대연합을 통한 내각제 개헌을 조언하였다). 그는 일본의 전쟁책임을 부인하고 있는 새로운 역사 교과서를 만드는 모임의 후원자이기도 하다.

## 저서
- 《幾山河》"이쿠산가" (산케이 신문)
- 《大東亜戦争の実相》"대동아전쟁의 실상" (PHP)

## 같이 보기
- 시베리아 억류
- 제5공화국
- 불모지대